# خرم‌آباد (اهر)
خرم‌آباد یکی از روستاهای استان آذربایجان شرقی است که در دهستان گویجه بل بخش مرکزی شهرستان اهر واقع شده‌است.این روستا ۱۸۰ نفر جمعیت دارد.